# Чеона кост
Чеона кост (лат. os frontale) је непарна кост лобање, која изграђује предњи, конвексни део крова лобање и састоји се од усправног дела (лат. squama frontalis) и хоризонталног који своји латералним деловима (лат. pars orbitalis) гради кров очне дупље, а средишњим (лат. pars nasalis) се зглобљава са костима носа и етимоидалном кости.
На споју вертикалног и хоризонталног дела је пнеуматизована шупљина (лат. sinus frontalis).

## Слике
- Седам костију које обликују форму
- Кости лица
- Кости главе
- Кости главе - бочна пројекција
- Кости главе - фронтална пројекција
- Снимак X-зрацима форнталне синусодинде кости